# 周繩烈
賀繩烈（1621年8月6日—17世紀），後改名周繩烈，字雲菴，浙江紹興府蕭山縣籍，北直隸昌平衛人，清朝政治人物。

## 生平
周繩烈是順治三年（1646年）丙戌科順天鄉試舉人，四年（1647年）聯捷丁亥科進士，先在禮部觀政，後獲授鄖西知縣，當時流寇剛被平定，他招撫逃亡，令縣民安心安耕作，而地方學宮遭焚燬，他在舊址建造簡陋屋舍充當祭祀，又設立鄉約令人民知義，瘡痍殘邑稍有起色，後官至刑部主事。

## 家族
曾祖周登；祖父周坤；父周希禹。

## 引用
1. 1 2 3  《順治四年丁亥科進士三代履歷》：周繩烈，曾祖登；祖坤；父希禹。雲菴，書二房，辛酉年六月十九日生，浙江蕭山籍，昌平衛人，丙戌六十六名，會試五十二名，三甲六十名，禮部觀政，授湖廣鄖西知縣。
2. ↑  同治《鄖西縣志·卷十一·職官志二》：賀繩烈，浙江紹興進士，順治四年任鄖西令，時流賊初定，繩烈招撫逃亡，民安耕作，學宮焚燬無餘，因舊址結茅以祀，設立鄉約令民知義，瘡痍殘區稍有起色。
3. ↑  民國《蕭山縣志稿·卷十三·選舉表》：清……順治三年丙戌……周繩烈 順天中式（舉人），本姓賀，改姓周，《紹興府志》（云）昌平籍 四年丁亥 周繩烈 呂宮榜（進士），刑部主事，一作知縣